# Tudor Casapu
Tudor Casapu (* 18. září 1963 Mingir) je bývalý moldavský vzpěrač. Na olympijských hrách v Barceloně roku 1992 vybojoval v dresu tzv. sjednoceného týmu, který sdružoval sportovce právě rozpadlého Sovětského svazu (byl zván též Společenství nezávislých států), zlatou medaili ve váhové kategorii do 75 kilogramů. V roce 1990 se stal na šampionátu v Budapešti mistrem světa. Z mistrovství světa má i jeden bronz (1991), stejně jako z mistrovství Evropy (1991). Je prezidentem Moldavské vzpěračské federace.